# Denis Katanec
Denis Katanec hrvatski je kantautor i glazbenik. Poznat je po ulozi na zagrebačkoj underground glazbenoj sceni kao samostalni izvođač te kao osnivač bendova Felon, Okanagan LTD i Klinika Denisa Kataneca.

## Životopis
Denis Katanec rođen je u Zagrebu. Od rane dobi pokazivao je interes za glazbu, a u mladosti je počeo svirati gitaru. Njegovo glazbeno djelovanje započelo je inspirirano glazbenom scenom 1990-ih. Katančev izričaj karakterizira upečatljiv glas u pratnji akustične gitare te lirski bogati, introspektivni tekstovi na hrvatskom jeziku koji istražuju teme poput egzistencijalne tjeskobe, ljubavi, gubitka i ranjivosti.
Katanec je prvi put privukao pozornost javnosti kao frontmen zagrebačkog benda Felon. Svoju su glazbu opisivali kao mješavinu americane, pop-folka i indie rocka. Ostali članovi benda bili su Ivan Ščapec, Tena Rak i Dražen Hižak.
Od nastanka benda početkom 2011. održali su preko 50 nastupa u Hrvatskoj i regiji. Bend je izdao album Jasno, nečujno, a suviše glasno (2011.) obilježen introspektivnim tekstovima i minimalističkim aranžmanima.
Katančev prvi samostalni album Sveska bijednih objavljen je 2012. godine. Ovaj album nastao je kao eksperimentalni projekt u kojem je Katanec napisao i snimio sav materijal u 24 sata. Drugi solo album Pejotl (2014.) snimljen je u njegovom vlastitom domu, a odlikuje se sirovim zvukom i poetskim tekstovima. Pjesma  Pejotl postat će jedna od najizvođenijih Katanecovih pjesama.
Nakon kraćeg boravka u Kanadi, Katanec okuplja bend Okanagan LTD kako bi snimio EP Sve moje Laurie (2014.), poznat po pjesmama Florian i Listopad. Kritičari ističu slikovitost tekstova i autentičnu akustiku.

### Klinika Denisa Kataneca
Godine 2016. Katanec osniva bend Klinika Denisa Kataneca koji postaje značajan i prepoznatljiv na hrvatskoj alternativnoj glazbenoj sceni. Osim tradicionalne rock osnove, bend istražuje različite glazbene stilove uključujući noise, psihodelični avant-folk, shoegaze i eksperimentalnu glazbu. Uz Kataneca na vokalu i akustičnoj gitari, bend čine Karlo Cmrk (bas), Branimir Norac (električna gitara, prateći vokal) i Vinko Vujec (bubnjevi).
Prvi album benda, EP Nikta Zorja (2016.) donosi melankoličnu glazbu uz doprinose klarineta i gudačkih instrumenata, dok tekstovi problematiziraju nestabilnost i nesigurnost.. EP Rode (2019.) snimljen je uživo u zagrebačkom Vinyl klubu. Ovo izdanje označava značajnu promjenu u zvuku s tradicionalnim rock-bendovskim pristupom..
Album Jada Jada (2020.) ističe se razrađenom glazbom i začudnim tekstovima od kojih mnogi sadrže motive iz životinjskog svijeta. Kritičari su album nazvali prekretnicom i krunom Katančevog stvaralaštva te je album proglašen jednim od najboljih alternativnih izdanja godine po izboru glazbenih kritičara.
Album Kao Zao Kor (2023.) zvučno je agresivniji i tekstualno mračniji od prethodnog. Album se ističe slojevitošću i mješavinom različitih glazbenih stilova, te je prepoznat kao jedno od najboljih izdanja godine po izboru glazbenih kritičara koji su istaknuli inovativnost i uigranost benda.
Bend redovito nastupa uživo, a u listopadu 2023. održali su veliki i zapaženi koncert u Velikom pogonu Tvornice kulture.

## Diskografija

### Solo albumi
- Sveska bijednih (2012)[17]
- Sveska bijednih II (2014)[18]
- Sveska bijednih III (2015)[19]
- Pejotl (2014)[20]

### Felon
- Jasno, nečujno, a suviše glasno (2011)[21]

### Okanagan LTD
- Sve moje Laurie (2014)[22]

### Klinika Denisa Kataneca
- Nikta Zorja (2016)[23]
- Rode (2019)[24]
- Jada jada (2020)[25]
- Kao zao kor (2023)[26]